# チベット (漫画家)
チベット (Tibet) ことジルベール・ガスカール（Gilbert Gascard、1931年10月29日 - 2010年1月3日）は、フランスの漫画家。ブーシュ＝デュ＝ローヌ県マルセイユ出身。主にフランスやベルギーの雑誌において活動を行っていた。
1947年にデビューを果たし、ベルギーにて発刊される漫画雑誌『Tintin』にて、「Ric Hochet」、「Chick Bill」などの長期連載を掲載し人気を博した。